# W.G. Grace
William Gilbert 'W.G.' Grace (født 18. juli 1848, død 23. oktober 1915) var en engelsk amatørcricketspiller, som spillede en vigtig rolle i udviklingen af sporten og er bredt anerkendt som en af alletiders bedste cricketspillere. Han blev almindeligvis blot kaldt 'W.G' og spillede first-class cricket i hele 44 sæsoner, hvilket er en (delt) rekord, fra 1865 til 1908. I løbet af sin karriere var han holdkaptajn for Englands cricketlandshold, Glucestershire, Gentlemen Cricket Team, Marylebone, United South of England Eleven og flere andre hold.
Grace var højrehåndet både som batter og som bowler og dominerede sporten hele sin karriere. Hans tekniske nyskabelser og enorme indflydelse gør, at han fortsat nævnes inden for cricketsporten. Som fremragende allround-spiller viste han store evner inden for både batting, bowling og markspil, men det er batting, der særligt har gjort ham kendt. Han er almindeligt kendt for at have introduceret det moderne batting-spil. Det var som regel ham, der indledte en inning, og som sådan blev han beundret for at beherske alle typer slag, ligesom han i samtiden blev rost for sin enestående teknik. Han var stort set altid kaptajn for de hold, han spillede på, på grund af hans dygtighed og indsigt i spillet.
W.G. Grace stammede fra en cricketfamilie: En storebror var E.M. Grace, og Fred Grace var hans lillebror. I 1880 var spillede de på det engelske landshold sammen, hvilket var første gang med tre brødre på holdet samtidig. W.G. Grace dyrkede også andre sportsgrene: Han var som ung mester i 440 yard hækkeløb, og han spillede fodbold for Wanderers F.C. Da han blev ældre, begyndte han at spille golf, bowls og curling.
Han blev uddannet læge i 1879, og på grund af sit arbejde inden for dette område var han oftest amatørspiller, men det hævdes, at han tjente mere på sin cricket end nogen professionel spiller på sin tid. Han var ekstremt konkurrencepræget, og selv om han en af landets mest kendte personer, var han også kontroversiel på grund af ikke altid helt fair metoder og sin indtjening.